# Johan Wiland
Johan Kristoffer Sellberg-Wiland, född 24 januari 1981 i Viskafors, är en svensk före detta fotbollsmålvakt som tidigare spelade för Elfsborg och senare Malmö FF men också Hammarby IF i Allsvenskan,  samt FCK i danska superligaen. Han har tidigare representerat det svenska landslaget.

## Karriär
Wiland kom till IF Elfsborg från moderklubben Rydboholms SK år 1997. Sedan säsongen 2001 har Wiland bortsett från skador varit ordinarie i sitt lag. Wiland höll nollan tolv gånger i Allsvenskan 2006 då IF Elfsborg även blev svenska mästare. Under säsongen 2007 höll Wiland nollan sju gånger.
Han blev uttagen till svenska landslagets turné i Sydamerika i januari 2007 där det blev A-lagsdebut med två landskamper. Han blev även uttagen till svenska landslagets turné i Nordamerika i januari 2008.
Den 28 juli 2008 blev det känt att Wiland hade skrivit på för danska storklubben FC Köpenhamn. Han anslöt till danskarna den 1 januari 2009.
Den 22 juli 2015 blev Johan Wiland presenterad av Malmö FF. Den 28 juli 2017 värvades den 36-årige Wiland av Hammarby. I november 2017 vann han Allsvenskans stora pris som årets målvakt. I februari 2020 meddelade Wiland att han avslutade sin fotbollskarriär. Den 5 januari 2021 hälsas Johan Wiland välkommen som ny målvaktstränare i AFC Eskilstuna.

## Meriter
- A-landskamper
- EM 2008 och 2012 (tredjemålvakt)
- Svenska cupen: 2001 och 2003
- SM-guld: 2006 med Elfsborg, 2016 med Malmö FF
- Supercupen: 2007
- UEFA-cupens gruppspel: hösten 2007
- Dansk mästare: 2009, 2010, 2011 och 2013
- Danska Cupen: 2009 och 2012
- Champions League gruppspel och åttondelsfinal 2010-2011

## Karriärstatistik
| Klubb                                                     | Säsong            | Inhemsk liga      | Inhemsk liga | Inhemsk liga | Nat. täv. | Nat. täv. | Internat. täv. | Internat. täv. | Totalt | Totalt |
| Klubb                                                     | Säsong            | Serie             | SM           | Mål          | SM        | Mål       | SM             | Mål            | SM     | Mål    |
| --------------------------------------------------------- | ----------------- | ----------------- | ------------ | ------------ | --------- | --------- | -------------- | -------------- | ------ | ------ |
| IF Elfsborg                                               | 2000              | Allsvenskan       | 14           | 0            | 0         | 0         | 0              | 0              | 14     | 0      |
| IF Elfsborg                                               | 2001              | Allsvenskan       | 25           | 0            | 0         | 0         | 2              | 0              | 27     | 0      |
| IF Elfsborg                                               | 2002              | Allsvenskan       | 24           | 0            | 0         | 0         | 0              | 0              | 24     | 0      |
| IF Elfsborg                                               | 2003              | Allsvenskan       | 26           | 0            | 0         | 0         | 0              | 0              | 26     | 0      |
| IF Elfsborg                                               | 2004              | Allsvenskan       | 26           | 0            | 0         | 0         | 4              | 0              | 30     | 0      |
| IF Elfsborg                                               | 2005              | Allsvenskan       | 11           | 0            | 0         | 0         | 0              | 0              | 11     | 0      |
| IF Elfsborg                                               | 2006              | Allsvenskan       | 26           | 0            | 0         | 0         | 7              | 0              | 33     | 0      |
| IF Elfsborg                                               | 2007              | Allsvenskan       | 24           | 0            | 1         | 0         | 10             | 0              | 35     | 0      |
| IF Elfsborg                                               | 2008              | Allsvenskan       | 30           | 0            | 0         | 0         | 6              | 0              | 36     | 0      |
| IF Elfsborg                                               | Totalt i klubblag | Totalt i klubblag | 206          | 0            | 1         | 0         | 29             | 0              | 236    | 0      |
| FC Köpenhamn                                              | 2008/2009         | Superligaen       | 1            | 0            | 2         | 0         | 0              | 0              | 3      | 0      |
| FC Köpenhamn                                              | 2009/2010         | Superligaen       | 24           | 0            | 2         | 0         | 9              | 0              | 35     | 0      |
| FC Köpenhamn                                              | 2010/2011         | Superligaen       | 32           | 0            | 0         | 0         | 12             | 0              | 44     | 0      |
| FC Köpenhamn                                              | 2011/2012         | Superligaen       | 33           | 0            | 0         | 0         | 10             | 0              | 43     | 0      |
| FC Köpenhamn                                              | 2012/2013         | Superligaen       | 21           | 0            | 0         | 0         | 6              | 0              | 27     | 0      |
| FC Köpenhamn                                              | 2013/2014         | Superligaen       | 30           | 0            | 3         | 0         | 6              | 0              | 39     | 0      |
| FC Köpenhamn                                              | 2014/2015         | Superligaen       | 0            | 0            | 1         | 0         | 0              | 0              | 1      | 0      |
| FC Köpenhamn                                              | Totalt i klubblag | Totalt i klubblag | 141          | 0            | 8         | 0         | 43             | 0              | 192    | 0      |
| Malmö FF                                                  | 2015              | Allsvenskan       | 14           | 0            | 0         | 0         | 10             | 0              | 24     | 0      |
| Malmö FF                                                  | 2016              | Allsvenskan       | 28           | 0            | 0         | 0         | 0              | 0              | 28     | 0      |
| Malmö FF                                                  | 2017              | Allsvenskan       | 16           | 0            | 0         | 0         | 0              | 0              | 16     | 0      |
| Malmö FF                                                  | Totalt i klubblag | Totalt i klubblag | 58           | 0            | 0         | 0         | 10             | 0              | 68     | 0      |
| Hammarby IF                                               | 2017              | Allsvenskan       | 14           | 0            | 0         | 0         | 1              | 0              | 15     | 0      |
| Hammarby IF                                               | Totalt i klubblag | Totalt i klubblag | 14           | 0            | 0         | 0         | 1              | 0              | 15     | 0      |
| Antal matcher och mål är korrekt per den 20 januari 2018. |                   |                   |              |              |           |           |                |                |        |        |